# Rejon michajłowski (Kraj Ałtajski)
Rejon michajłowski (ros. Михайловский район) – rejon na terenie wchodzącego w skład Rosji syberyjskiego Kraju Ałtajskiego.
Rejon leży w południowo-zachodniej części Kraju Ałtajskiego i ma powierzchnię 3,1 tys. km². Na jego obszarze żyje ok. 23,8 tys. osób; całość populacji stanowi ludność wiejska, gdyż w skład tej jednostki podziału terytorialnego nie wchodzi żadne miasto. Ludność rejonu zamieszkuje w 9 wsiach.
Ośrodkiem administracyjnym rejonu jest wieś Michajłowskoje.
Rejon został utworzony w 1941 r.